# Morti nel 1255
| Questa pagina contiene informazioni ricavate automaticamente dalle voci biografiche con l'ausilio del template Bio e di un bot. L'aggiornamento è periodico e automatico e ricostruisce completamente la pagina. Se manca una persona in questa lista, sei pregato di non aggiungerla, ma accertati piuttosto che la sua voce biografica contenga il template Bio e che i dati anagrafici siano correttamente compilati. Se il template Bio manca, inseriscilo tu stesso o, in alternativa, metti l'avviso {{tmp\|Bio}} che ne segnala la mancanza. Se i dati riportati sono sbagliati, correggi direttamente la voce biografica; le modifiche saranno visibili in questa lista entro pochi giorni. Per chiarimenti vedi il progetto biografie. La lista contiene solo le 13 persone che sono citate nell'enciclopedia e per le quali è stato implementato correttamente il template Bio. Pagina aggiornata al 18 giu 2025. |

- 10 febbraio - Arnaldo da Limena, abate italiano
- 19 marzo - Principe Masanari, poeta giapponese (n. 1200)
- 18 agosto - Leonardo di Cava, religioso italiano
- 22 agosto - Jarler, arcivescovo cattolico svedese
- 27 agosto - Ughino di Lincoln, santo inglese (n. 1246)
- Alice di Montfort, contessa francese
- Batu Khan, condottiero mongolo (n. 1205)
- Dionigi Türje, nobile ungherese
- Sundjata Keïta, imperatore maliano
- Manuele II di Costantinopoli, arcivescovo ortodosso bizantino
- Montefeltrano II da Montefeltro, condottiero italiano
- Raniero da Perugia, giurista e notaio italiano (n. 1185)
- Guido d'Ibelin, nobile cipriota (n. 1215)